# Aphroditella floresiana
Aphroditella floresiana är en ringmaskart som beskrevs av Horst 1916. Aphroditella floresiana ingår i släktet Aphroditella och familjen Aphroditidae. Inga underarter finns listade i Catalogue of Life.